# Johannes Schadowitz
Johannes Schadowitz (n. Zagreb, Croacia; 1624 - f. Groß Särchen, Sajonia, Alemania; 29 de mayo de 1704) fue un militar que participó en varias guerras en contra de los ejércitos del Imperio otomano.
En él está basada la leyenda del mago Krabat.

## Biografía

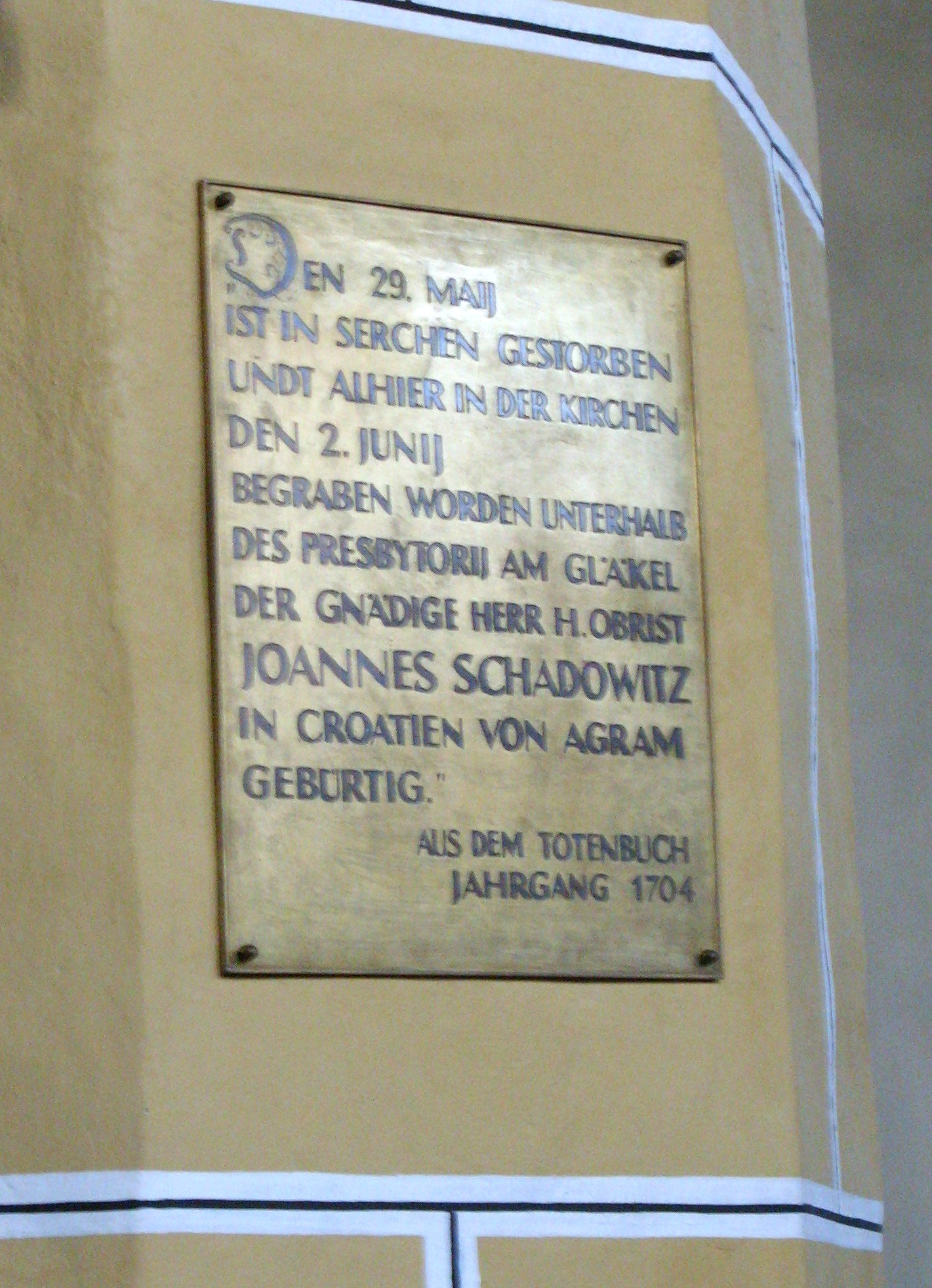
Placa mortuoria de Johann Schadowitz en la iglesia católica de Wittichenau (Sajonia).

Johannes Schadowitz tenía el grado de coronel cuando cobró gran notoriedad al planear y ejecutar el exitoso rescate del Príncipe Elector de Sajonia, quien había sido prisionero por los turcos, en el año de 1696.
Schadowitz era considerado una persona extremadamente inusual en su entorno: resaltaba por su gran estatura y fuerte carácter, así como por su gran conocimiento (adquirido en sus múltiples campañas y viajes), pero sobre todo por su gran compromiso social con los habitantes más pobres de la región. Eventualmente, estas caracteríasticas serían la base para la leyenda que el caballero croata o Kroat (Chorwat, en sórabo) era un poderoso hechicero benefactor.
Como recompensa por sus servicios, el Rey le obsequió la villa de Gross Särchen en (Sajonia), donde vivió desde 1691 hasta su muerte, en 1704, la cual pasaría a ser conocida como "Villa de Krabat".
Tras su muerte, se volvió el protagonista de múltiples leyendas; el sabio hechicero, el mago bueno, a quienes se encomendaban los viajeros y trabajadores, al grado de ser considerado como Santo patrón del pueblo sorbio. El registro más antiguo de la leyenda de Krabat data del siglo XIX.